# مقاطعة لتشه
مقاطعة ليتشي (بالإيطالية: Provincia di Lecce)‏، مقاطعة بجنوب شرق إيطاليا في إقليم بوليا سكانها أكثر من 807.808 نسمة ومساحتها 2759 كيلومتر مربع ويوجد بها 97 بلدية، أقصى ارتفاع فيها 201 متر فوق مستوى البحر، عاصمتها مدينة لتشه، مطلة على البحر الأدرياتي من الشرق وعلى البحر الأيوني من الجنوب الغربي، يحدها شمال الغربي مقاطعة برينديزي ومقاطعة تارانتو وهما المقاطعتان اللتان تشكلان معها المنطقة المسماة سالينتو.

## أهم المدن
| المدينة  | الاسم بالإيطالية | السكان |
| -------- | ---------------- | ------ |
| لتشه     | Lecce            | 92,061 |
| ناردو    | Nardò            | 30,591 |
| غالاتينا | Galatina         | 27,706 |
| كوبرتينو | Copertino        | 24,288 |
| غاليبولي | Gallipoli        | 21,144 |
| كازارانو | Casarano         | 20,519 |